# 25628 Kummer
25628 Kummer (2000 AZ50) là một tiểu hành tinh vành đai chính được phát hiện ngày 7 tháng 1 năm 2000 bởi P. G. Comba ở Prescott.